# Platydema castaneoides
Platydema castaneoides – gatunek chrząszcza z rodziny czarnuchowatych i podrodziny Diaperinae.

## Taksonomia
Gatunek ten opisany został po raz pierwszy w 2010 roku przez Rolanda Grimma na łamach „Stuttgarter Beiträge zur Naturkunde”. Jako lokalizację typową wskazano Permai Rainforest Resort w malezyjskim Sarawaku na Borneo. Epitet gatunkowy odnosi się do podobieństwa do P. castaneum.

## Morfologia
Chrząszcz o owalnym w zarysie ciele długości od 3,8 do 4,6 mm i szerokości od 2,25 do 3 mm. Wierzch ciała ma błyszczący, ubarwiony kasztanowo, czasem z trochę jaśniejszymi głową, trzema nasadowymi członami czułków, bokami przedplecza i odnóżami oraz z czarnym ostatnim członem czułków.
Głowa jest drobno i skąpo punktowana, u obu płci o środkowym odcinku przedniej krawędzi nadustka niezmodyfikowanym. U samca na czole występuje para rogów, z których prawy jest dłuższy i ku przodowi zwrócony, a lewy zredukowany, czasem wręcz guzkowaty.
Lekko sklepione, mikrosiateczkowane i drobno punktowane przedplecze ma lekko wykrojoną, całkiem obrzeżoną krawędź przednią z prostym odcinkiem środkowym, szeroko zaokrąglone i niewystające kąty przednie, całkowicie obrzeżone krawędzie boczne i nieobrzeżoną krawędź tylną. Wyraźnie wysklepione, od 1,1, do 1,2 raza dłuższe niż szersze pokrywy mają po osiem szeregów punktów między rządkiem przytarczkowym a krawędzią boczną oraz płaskie międzyrzędy z bardzo drobnym i skąpym punktowaniem. Odnóża mają nierozszerzone stopy.
Odwłok ma środkowe części sternitów skąpo pokryte drobnymi punktami szczecinkowymi i słabo mikrosiateczkowane, a części boczne wyraźnie podłużnie pomarszczone.

## Rozprzestrzenienie
Owad orientalny, endemiczny dla Malezji i Borneo, znany jedynie z półwyspu Santubong w Sarawaku. Spotykany na rzędnych od 10 do 200 m n.p.m.